# アセアンジャパンコンサルティング
アセアンジャパンコンサルティング（英語: ASEAN JAPAN CONSULTING Co.,Ltd）は、日本のコンサルティングファームである。タイ・ASEAN市場調査のためのマーケティング情報サイト『Asean Japan』を運営。

## 概要
タイにおける日系企業の進出支援やタイ企業とのビジネスマッチング、現地の上場企業リサーチ、コンサルティング、タイおよびASEAN地域における市場調査を手掛ける。

## 海外法人
タイに現地法人『カイガイ・アドバイザリー』を有し、タイ東北部のウボンラーチャターニー県における工業団地建設にあたり、現地企業とパートナーシップを結んでいる。